# Kornei Tchukóvski
Kornei Ivanovitch Tchukóvski (em russo Корне́й Ива́нович Чуко́вский; 31 de Março(c. gregoriano) de 1882 – 28 de Outubro de 1969) foi um dos mais populares poetas infantis na língua russa. Seus ritmos cativantes, rimas inventivas e personagens absurdas despertaram comparações com o autor de livros infantis norte-americano Dr. Seuss. Os poemas de Tchukóvski Tarakanishche ("A Barata Monstro"), Krokodil ("O Crocodilo"), Telefon ("O Telefone") e Moydodyr estão entre os favoritos de muitas gerações de crianças russas. Versos de seus poemas, em particular Telefon, tornaram-se frases de efeito onipresentes na mídia russa e nas conversações cotidianas. Ele adaptou as histórias do Dr. Dolittle para um longo poema em russo chamado Doktor Aybolit ("Dr. Oh-isso-dói"), e traduziu ao russo uma porção substancial dos contos da Mamãe Gansa chamando-a Angliyskiye Narodnyye Pesenki ("Rimas populares inglesas"). Ele também foi um influente crítico literário e ensaísta.

## Obras
- Живой как жизнь ('Vivo como a própria vida'), uma bem humorada discussão da língua russa. (em russo)
- Trabalhos seletos de Tchukóvski. (em russo)

## Galeria de imagens

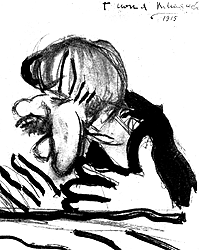
Caricatura de Tchukóvski por Mayakovsky.
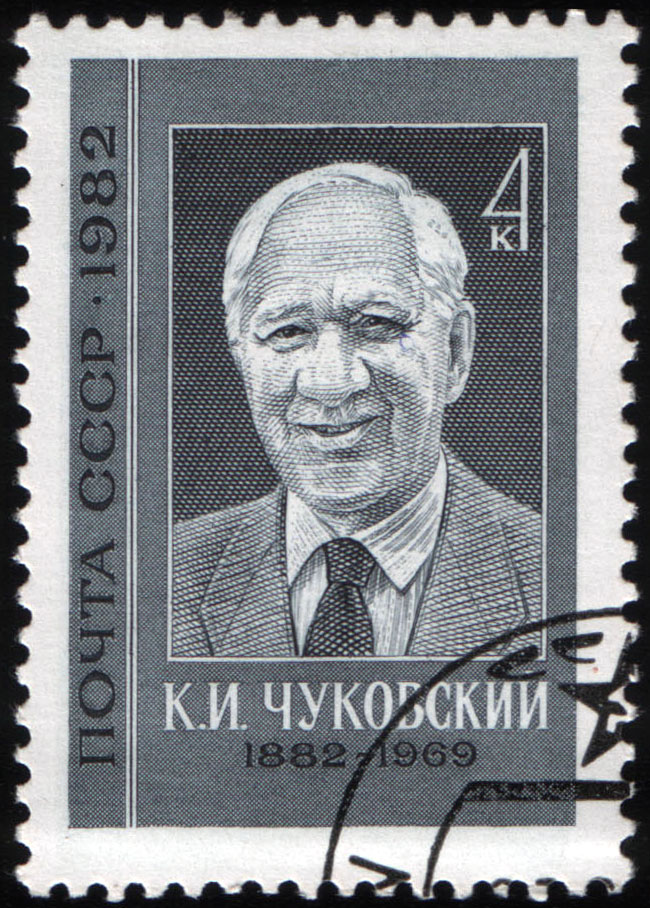
Um selo soviético comemorativo de Kornei Tchukóvski.
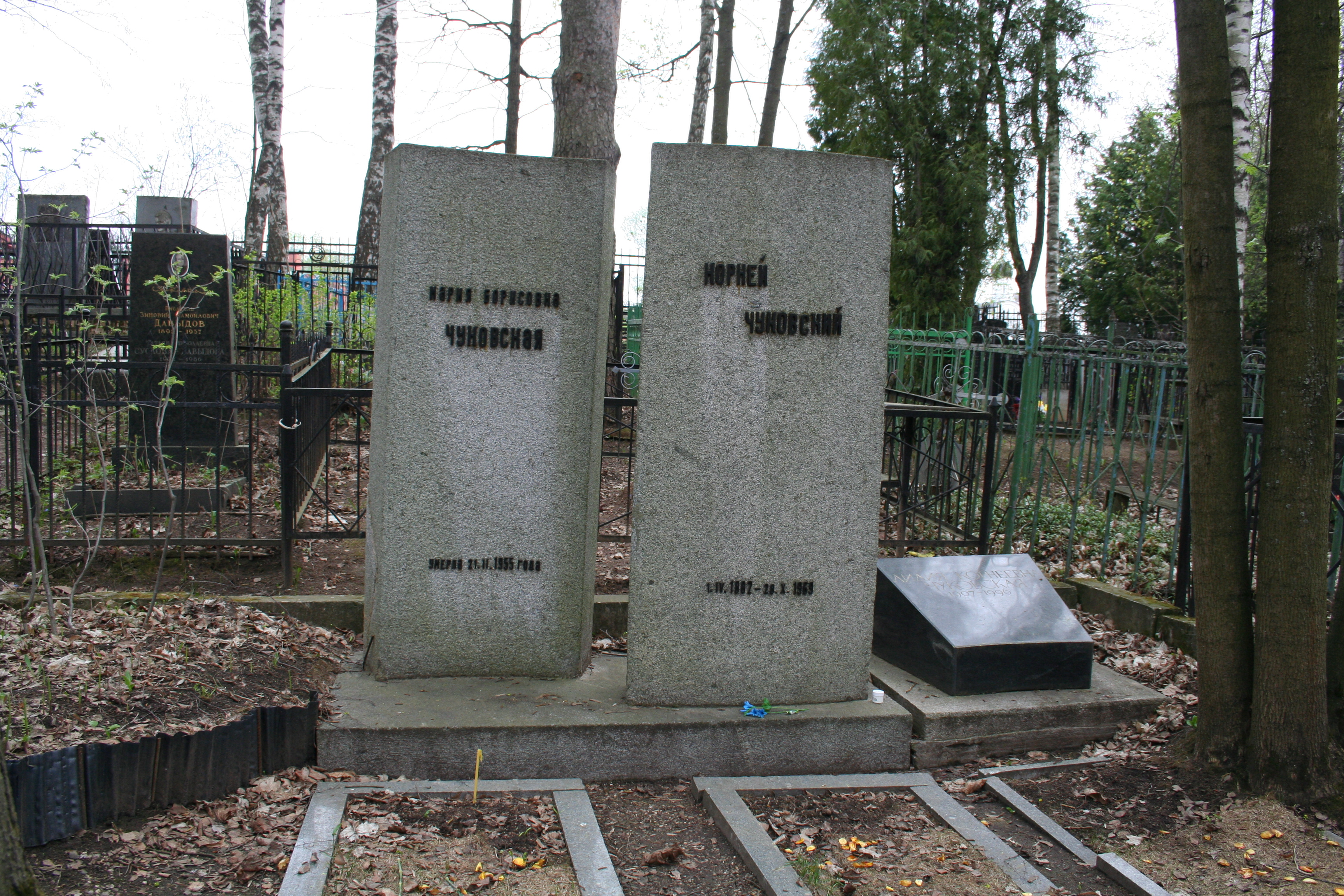
Túmulo de Kornei Tchukóvski e Lídia Tchukovskaia em Peredelkino.

## Ligações Externas
- Chukfamily.ru Informações sobre três gerações da família Tchukóvski.
- Biografia de Tchukóvski (em russo)
- "120º Aniversário do nascimento de Tchukóvski", pelo ensaísta Dmitrii Bykov (em russo)